# 日奉部広主売
日奉部 広主売（ひまつりべ の ひろぬしめ、生没年不詳）は、奈良時代後期の女性。氏は日奉、名は広主女とも記される。姓は無姓のち公。肥後国葦北郡の人。位階は正六位上（推定）。

## 出自
日奉氏は朝廷で行われる太陽神の祭祀に携わる日奉部の伴造氏族で、『新撰姓氏録』「左京神別」によると、連姓の高魂命の後裔とする一族が知られている。ほかにも、佐伯氏の一族で「佐伯日奉氏」、天武天皇12年（683年）9月に連姓を賜った「財日奉造氏」などがある。

## 記録
その名前は『続日本紀』の以下の2箇所のみに現れる。
すなわち、肥後国（熊本県）葦北郡の女性である日奉部広主売が8月5日に白い亀を朝廷に献上したことにより、神護景雲は宝亀と改元され、広主売はその功績により、爵位を十六級上げられ、ほかにも褒美を貰った、ということである。かりに広主売を無位とすると、16階昇進すると、正六位上ということになる。また、下の史料では、姓は公となっているが、祥瑞を献上した時点では無姓だったものが功績により、「日奉」公氏に改姓したものと思われる。ただし、賜姓記事は存在していない。

## 考証
この、宝亀元年10月の宣命に見える肥後国からの貢瑞の話は、巻第三十までの『続紀』本文には記されていない。
称徳天皇治政末期には、天皇及び道鏡への祥瑞の貢進が続出している。広主売の白亀貢納は称徳天皇崩御後の8月5日であるが、目的は称徳の治政を賞讃するためのものであり、神護景雲2年（768年）7月11日の刑部広瀬女の赤目の白亀の献進の影響を受けているものと思われる。『延喜式』によると、平安京から大宰府までの下行程が14日、大宰府から肥後国までの下行程が1日半となっているため、都から肥後国府まで半月ほどかかることになる。都が平城京であった奈良時代にも同様であったものと推定される。
光仁天皇は白亀の献進を解釈し直し、自身の即位を慶賀するものとして、改元の理由づけとしたことが想定される。